# (23548) 1994 EF2
(23548) 1994 EF2 est un astéroïde Amor découvert en 1994.

## Description
(23548) 1994 EF2 a été découvert le 11 mars 1994 à l'observatoire Palomar, situé au nord de San Diego en Californie, par Kenneth J. Lawrence.

### Caractéristiques orbitales
L'orbite de cet astéroïde est caractérisée par un demi-grand axe de 2,29 UA, un périhélie de 1,11 UA, une excentricité de 0,52 et une inclinaison de 23,36° par rapport à l'écliptique. Du fait de ces caractéristiques, à savoir un périhélie compris entre 1,017 et 1,3 UA, il est classé comme astéroïde Amor, une famille d'astéroïdes géocroiseurs, s'approchant de l'orbite de la Terre.

### Caractéristiques physiques
(23548) 1994 EF2 a une magnitude absolue (H) de 17,5 et un albédo estimé à 0,367.